# Forêt nationale de St. Joe
La forêt nationale de St. Joe – ou St. Joe National Forest en anglais – est une aire protégée américaine dans les comtés de Benewah, Clearwater, Latah et Shoshone, dans l'Idaho. Créée le 1er juillet 1908, cette forêt nationale protège 3 512 km2.